# عبدالباسط ساروت
عبدالباسط ممدوح الساروت (۲ ژانویه ۱۹۹۲ – ۸ ژوئن ۲۰۱۹) اهل سوریه دروازه‌بان تیم ملی فوتبال جوانان سوریه ،خواننده سرودهای انقلابی و فرمانده نظامی بود. وی یکی از شناخته‌شده‌ترین چهره‌های جنگ داخلی سوریه بود که در نبرد علیه نیروهای دولتی در استان حماه زخمی شد و پس از مدتی که برای مداوا به ترکیه منتقل شد در اثر جراحات وارده شده درگذشت.
ساروت یکی از اولین ورزشکارانی بود که در سال ۲۰۱۱ به مبارزه مسلحانه علیه بشار اسد، رئیس‌جمهور سوریه پیوست. وی از منطقه سنی نشین البیاضه و از قبیله العکیدات بود.

### در رسانه
مستند بازگشت به حمص داستان دگرگون شدن زندگی ساروت را از یک فوتبالیست به یک انقلابی و نبرد او در محاصره حمص را روایت می‌کند.